# Eduardo Cutuli
Eduardo Cutuli (Buenos Aires, 5 de abril de 1966), o simplemente Cutuli, como es conocido artísticamente, es un actor, director y productor argentino.

## Biografía
Eduardo Cutuli nació en Buenos Aires el 5 de abril de 1966. Su padre, Héctor Cutuli, también es un actor. Graduado como técnico naval, estudió por vocación en la Escuela Metropolitana de Arte Dramático.
En la década de 1980 integró un camada de jóvenes actores y actrices de teatro que revolucionaron la escena nacional, junto a Batato Barea, Klaudia con K, Humberto Tortonese, Mosquito Sancineto, Las Gambas al Ajillo, entre otras personas.
En 1994 debutó en el cine con la película No te mueras sin decirme adónde vas, dirigida por Eliseo Subiela, y representó el papel de Gabriel "Canoso" en la serie televisiva Poliladron, alcanzando un amplio reconocimiento entre el gran público.
Participó en series de televisión que obtuvieron una considerable popularidad en Argentina, como Verano del '98 (Turco Abdala), Los Simuladores,  Mujeres asesinas, Los cuentos de Fontanarrosa, Cartas de amor en cassette, Tiempo final, Bien de familia y El pueblo del Pomelo Rosado. 
En el cine actuó en películas como Gatica, el mono (1993), El largo viaje de Nahuel Pan (1995), 24 horas (Algo está por explotar) (1997), El sueño de los héroes (1997), Doña Bárbara (1998), Plata quemada (2000), Felicidades (2000), Caso cerrado (2001), Herencia (2002), El aura (2005) y El secreto de sus ojos (2009) -ganadora del premio Óscar a la Mejor Película Extranjera-, 1 peso, 1 dólar (2007), El túnel de los huesos (2011), Industria argentina, la fábrica es para los que trabajan (2012) y Polvareda (2013).
En teatro se destacó en piezas como Finlandia, El himno, Bolero,Woyzeck, la grieta en el cráneo, Luces de bohemia, Sinvergüenzas, El señor Puntilla y su criado Matti, “Edipo Rey”, La batalla, Olivo, En París con aguacero, Babilonia, La Dama boba y La hija del aire, El rey Lear, entre otras. 
Pese a su considerable fama decidió limitar sus actuaciones en televisión debido a los factores extra-artísticos negativos que abundan en ese medio.